# Kazernes in Brugge
De kazernes in Brugge maakten van de stad Brugge gedurende drie eeuwen een garnizoensstad.

## Garnizoenstad
De stad Brugge, centrale plek in de provincie West-Vlaanderen, was eeuwenlang een plaats waar legers of legerafdelingen tijdelijk of permanent gevestigd waren.
Vooral vanaf de achttiende eeuw waren er gebouwen die bestendig door legereenheden werden bezet en kazerne werden genoemd.
Brugge bleef een actieve garnizoensstad tot enkele jaren na de Tweede Wereldoorlog. Stilaan liepen de overgebleven kazernes echter leeg en verdwenen. Slechts de basissen van de zeemacht bleven over: de NAVO-basis in Zeebrugge en het opleidingscentrum in Sint-Kruis. Het vertrouwde beeld van jonge mannen in militair uniform verdween uit de stad. 

## Lijst van kazernes
- De kazerne Theresianen, nadien Majoor Weylerkazerne (1796-1950).
- De kazerne Poermolen, nadien Rademakerskazerne langs de Kazernevest (1842-1965).
- De kazerne Karthuizers, nadien Knapenkazerne in de Langestraat (1783-1978).
- De Marinebasis luitenant-ter-zee Victor Billiet in Sint-Kruis (1952 tot heden).
- De Marinebasis in Zeebrugge (ca. 1950 tot heden).
- Het logistiek depot in Lissewege.
- De Rijkswachtkazerne in Brugge (1796-ca. 1990).
- De krijgsgasthuizen in Brugge.
  - het militair hospitaal Ganzestraat (1763-1788).
  - het krijgsgasthuis in het karmelitessenklooster Vlamingdam (1810- ).
  - het militair hospitaal in de voormalige Duinenabdij (1796-1798 en 1802-1809).
  - het krijgsgasthuis in het voormalige Theresianenklooster, Ezelstraat.
  - het militair hospitaal Rodolphe Six, Peterseliestraat (1869-1946).